# Potiraguá
Potiraguá est une municipalité brésilienne de l'État de Bahia et la Microrégion d'Itapetinga.